# Campionato europeo maschile under 23 di calcio 1976
Il Campionato di calcio europeo Under-23 1976 è stata la 3ª ed ultima edizione del Campionato europeo di calcio Under-23. Dopo questo torneo, infatti, l'UEFA (organizzatrice del torneo) decise di cambiare categoria delle Nazionali giovanili: si passò dalle Under-23 alle Under-21, per cui i successivi tornei vennero organizzati per le Nazionali Under-21. Il torneo si è svolto dal 18 febbraio al 23 giugno 1976 ed è stato vinto dall'Unione Sovietica.
Le fasi di qualificazione hanno avuto luogo tra il 25 settembre 1974 e il 14 gennaio 1976 e hanno designato le otto nazionali finaliste che si sono affrontate in gare a eliminazione diretta con andata e ritorno.
La doppia finale si è disputata il 19 e il 23 giugno 1976 tra le formazioni dell'Unione Sovietica e dell'Ungheria.

## Fase finale
|  | Quarti di finale       | Quarti di finale       | Quarti di finale | Quarti di finale | Quarti di finale |  |  | Semifinali       | Semifinali       | Semifinali       | Semifinali       | Semifinali |   |   | Finale   | Finale   | Finale | Finale | Finale |  |
|  |                        |                        |                  |                  |                  |  |  |                  |                  |                  |                  |            |   |   |          |          |        |        |        |  |
|  | Ungheria               | Ungheria               | 3                | 1                | 4                |  |  |                  |                  |                  |                  |            |   |   |          |          |        |        |        |  |
|  | Inghilterra            | Inghilterra            | 0                | 3                | 3                |  |  | Ungheria         | Ungheria         | 3                | 1                | 4          |   |   |          |          |        |        |        |  |
|  | Bulgaria               | Bulgaria               | 2                | 1                | 3                |  |  | Jugoslavia       | Jugoslavia       | 2                | 1                | 3          |   |   |          |          |        |        |        |  |
|  | Jugoslavia             | Jugoslavia             | 3                | 2                | 5                |  |  |                  |                  |                  |                  |            |   |   | Ungheria | Ungheria | 1      | 1      | 2      |  |
|  | Francia                | Francia                | 2                | 1                | 3 (2)            |  |  |                  |                  | Unione Sovietica | Unione Sovietica | 1          | 2 | 3 |          |          |        |        |        |  |
|  | Unione Sovietica (dtr) | Unione Sovietica (dtr) | 1                | 2                | 3 (4)            |  |  | Unione Sovietica | Unione Sovietica | 3                | 0                | 3          |   |   |          |          |        |        |        |  |
|  | Paesi Bassi (dtr)      | Paesi Bassi (dtr)      | 2                | 0                | 2 (4)            |  |  | Paesi Bassi      | Paesi Bassi      | 0                | 1                | 1          |   |   |          |          |        |        |        |  |
|  | Scozia                 | Scozia                 | 0                | 2                | 2 (3)            |  |  |                  |                  |                  |                  |            |   |   |          |          |        |        |        |  |

### Quarti di finale

#### Andata
| Breda 18 febbraio 1976 | Paesi Bassi | 2 – 0 | Scozia |  |

| Budapest 10 marzo 1976 | Ungheria | 3 – 0 | Inghilterra |  |

| Parigi 20 aprile 1976 | Francia | 2 – 1 | Unione Sovietica |  |

| Ruse 21 aprile 1976 | Bulgaria | 2 – 3 | Jugoslavia |  |

#### Ritorno
| Manchester 23 aprile 1976 | Inghilterra | 3 – 1 | Ungheria |  |

| Edimburgo 24 aprile 1976                     | Scozia               | 2 – 0 | Paesi Bassi |  |
| \| \| \| \| \| \| Tiri di rigore 3 – 4 \| \| |                      |       |             |  |
|                                              |                      |       |             |  |
|                                              | Tiri di rigore 3 – 4 |       |             |  |

| Mosca 25 aprile 1976                         | Unione Sovietica     | 2 – 1 | Francia |  |
| \| \| \| \| \| \| Tiri di rigore 4 – 2 \| \| |                      |       |         |  |
|                                              |                      |       |         |  |
|                                              | Tiri di rigore 4 – 2 |       |         |  |

| Niš 28 aprile 1976 | Jugoslavia | 2 – 1 | Bulgaria |  |

Passano il turno Jugoslavia (5-3), Paesi Bassi (2-2, 4-3 ai rigori), Ungheria (4-3) e Unione Sovietica (3-3, 4-2 ai rigori).

### Semifinali

#### Andata
| Budapest 12 maggio 1976 | Ungheria | 3 – 2 | Jugoslavia |  |

| Mosca 19 maggio 1976 | Unione Sovietica | 3 – 0 | Paesi Bassi |  |

#### Ritorno
| Novi Sad 19 maggio 1976 | Jugoslavia | 1 – 1 | Ungheria |  |

| Kerkrade 26 maggio 1976 | Paesi Bassi | 1 – 0 | Unione Sovietica |  |

Passano il turno Ungheria (4-3) e Unione Sovietica (3-1).

### Finale

#### Andata
| Budapest 19 giugno 1976 | Ungheria | 1 – 1 | Unione Sovietica |  |

#### Ritorno
| Mosca 23 giugno 1976 | Unione Sovietica | 2 – 1 | Ungheria |  |